# Kubadin
Kubadin (bułg. Кубадин) – wieś w Bułgarii, w obwodzie Burgas, w gminie Sredec. W 2023 roku liczyła 78 mieszkańców.